# Jesus Is King
Jesus Is King és el novè àlbum publicat pel músic americà Kanye West. Publicat al 25 d'octubre de 2019 pels segells musicals GOOD Music i Def Jam Recordings, el disc segueix una temàtica cristiana, que contrasta amb les anteriors obres de l’artista. El projecte és el resultat d’una mescla de gòspel i hip-hop cristià i compta amb aparicions d’artistes com Clipse, Ty Dolla $ign, Kenny G, Ant Clemons, Fred Hammond i el grup de gòspel Sunday Service Choir i un equip productor format per West mateix, a més de Federico Vindver, Ronny J, Pi’erre Bourne, Timbaland i Labrinth, entre altres.
Després de presentar-se a les eleccions presidencials dels Estats Units per poc després abandonar la seva campanya amb la raó de donar suport a Donald Trump, Kanye West va anunciar a finals del 2018 el seu nou projecte, amb el nom de “Yandhi”. Aquest àlbum, que va generar una gran expectació entre els fans del músic nord-americà, va tenir vàries dates de sortida diferents que no es van complir fins que es va acabar per posposar l’àlbum indefinidament a causa de les filtracions. Tanmateix, el projecte va acabar transformat en un àlbum enfocat en la religió i la visió de déu com a resultat de les malalties psicològiques que West patia en el moment i que, poc després, va públicament descobrir, les quals, en les paraules de l’artista, van fer-lo voler dedicar la seva vida a «expandir la paraula del senyor».
L’àlbum, reanomenat com a “Jesus Is King”, va ser anunciat l'octubre del 2019 com a una devoció lírica i conceptual similar a la d’un testimoni de Jehovà. Encara que la religió no era una novetat en la seva discografia en ser aquesta present en les lletres d’algunes de les seves cançons més populars, tant en les més antigues, com “Jesus Walks” (2004), com en algunes de més recents, com “Ultralight Beam” (2016). Abans de la sortida de l’àlbum, Kanye va formar el seu grup de gòspel Sunday Service Choir, amb qui va fer vàries actuacions el 2019, fent versions d’algunes de les cançons del músic o de cançons del projecte no publicat “Yandhi”, com “Water”. Aquest grup va acabant tenint un paper principal en la versió definitiva del projecte reformulat, participant en totes les peces de l’àlbum com a cor que dona veu a l’església i als textos cristians.
Després de finalment publicar-se oficialment al 25 d’octubre de 2019 després de dues dates de sortida no complides, el disc va arribar a les oïdes d’un públic que esperava una altra cosa, ja que l’àlbum de “Yandhi” encara era present en els ulls dels seguidors del músic, però va generar tota mena d’opinions diferents, tant entre els crítics com entre els seguidors més superficials. El projecte va sortir acompanyat d’un àlbum gòspel del grup Sunday Service Choir al desembre del mateix any, basat en les cançons cristianes de la discografia de Kanye West, anomenat “Jesus Is Born”, i d’un concert en forma de curt que comptava amb un ampli número de les cançons que formaven part de l’àlbum. 

## Cançons i temàtica
Jesus Is King compta amb una estructura de 5-1-5 cançons, amb la cançó del mig, “Everything We Need”, fent el paper de punt de pivot. A la primera meitat de l’àlbum, West vol viure una vida de servei a Jesucrist, però es veu contradit pel seu ego i por. Després del punt àlgid de “Everything We Need”, aquests dubtes i contradiccions desapareixen; amb el camí lliure, la segona meitat del projecte veu com Kanye serveix i honora a Déu.
Aquest àlbum segueix un desenvolupament linear que avança al llarg de les cançons. Aquest desenvolupament és comú en la seva discografia, especialment en els seus projectes més narratius com The College Dropout, Graduation, My Beautiful Dark Twisted Fantasy, Yeezus, Ye i The Life of Pablo.

#### Every Hour”
“Every Hour” és la introducció de l’àlbum, que serveix com a una mena de profecia. El Sunday Service Choir té el paper principal en aquesta primera cançó i senyala que s’ha de cantar fins que el poder del Senyor baix a nosaltres (“Sing ‘til the power of the Lord comes down”). El missatge és que el poder del Senyor no es troba a la vida del personatge a qui seguim, qui és, en veritat, Kanye mateix. Per a invocar-lo, la cançó ens diu que és necessari cantar en tot moment (“Sing every hour/Every minute/Every second/Sing each and every millisecond”).
En la narrativa és comú pel personatge començar en una posició de necessitat, per així la història avançar en funció de com el personatge acompleix aquestes necessitats.

#### “Selah”
Al llarg dels dos versos de Kanye, “Selah” introdueix al personatge que seguim: un home que és clarament religiós però igualment agressiu i egoista. Es defensa a si mateix en cridar al seu xòfer, però també es preocupa per la seva pròpia llibertat. Reconeix que amics seus l’han traït, fins i tot atacat per l’esquena. S’enfada amb els que estan al poder i han sigut egoistes, afirmant que es veu a ell mateix com a part de l’exèrcit de Déu (“We need ours by this evening/No white flag or treaty”).
“Selah” veu com Kanye reflexiona sobre l’estat del món i la seva posició en ell, on es veu com a un soldat de Déu llest per a lluitar. Això lliga amb la relació polaritzada, en l'art, entre la violència i l’art, la violència sent el resultat de què és físic mentre que l’art ho és de l'espiritual. Aquesta relació actua com una balança; com més violent, menys espiritual, i viceversa. Per això, quan l’objectiu és arribar al punt on el poder del Senyor t’acompanyi, la violència de “Selah” sembla contraproduent, pel que fa a que aquesta cançó faci una bona funció com a punt de partida del desenvolupament del personatge.

#### “Follow God”
La tercera pista del projecte ens dona una visió més específica sobre el comportament de Kanye. Busca donar-se a Déu, però no té la pau interior necessària. Se’ns explica com es veu cridant al seu pare i a “l’àrbitre”, qui actua com a metàfora dels que controlen les lleis de la societat. L’últim vers admet que ell troba que la seva vida sembla més falsa que verdadera, que falta alguna cosa.

#### “Closed on Sunday”
A “Closed on Sunday” veiem a Kanye preocupat amb la seva família i les temptacions de la societat: com el “depredadors” de les xarxes socials poden allunyar els seus propis fills de Jesus. Encara que Kanye demostra i fa declaracions respecte al seu servei i entrega cap al senyor (“I bow down to the King upon the throne/My life is His, I’m no longer my own”), encara se’l troba a la defensiva i sense trobar la pau, amenaçant als altres i descrivint la seva creença com a una arma.

#### “On God”
La positivitat d'“On God” es veu evidenciada quan descriu el seu amor i respecte cap al seu veí i com veu la llum del Senyor destacar per sobre de tota la resta en la foscor. Fa un crit a la reforma dels presos negres a les presons arreu del món, indicant-los-hi que encara es poden convertir en tot el vulguin (“You can still be anything you wanna be”); això no obstant, pel final de la peça, Kanye torna a parlar de Kanye, les seves riqueses i grandesa.
La decadència arriba fins al punt en el qual Kanye es queixa dels impostos i defensa l'alt preu dels seus productes de marxandatge. La desesperació del personatge no és pròpia d’un creient, especialment d’un que ha criticat l’egoisme d’aquells en poder, però és precisament això que lliga amb la següent peça.

#### “Everything We Need”
La sisena cançó de l’àlbum és la que canvia la ruta del personatge. Això s’observa principalment en dues de les línies de la peça. La primera demostra un canvi en la perspectiva i objectius (“Switch your, switch your attitude/Go ‘head, level up yourself/This that different latitude”), mentre que la segona, cantada pel cantautor Ty Dolla $ign, representa un conflicte intern (“We began after the storm inside”) que, al trobar-se el vers en un passat perifràstic, sabem que s’ha resolt, tal com ens indica el canvi d’actitud en el vers de West.
És aquesta cançó que indica el final del primer acte, on es dona lloc el conflicte intern, la lluita entre la creença i l’agressió, on finalment guanya la creença i la paraula del Senyor. És aquí on Kanye cau en la realització del fet que “tenim de tot” (“We have everything we need”) i que Déu proveirà.

#### “Water”
“Water” obra el segon acte de l’àlbum com a metàfora de la purificació, del bateig i de la nova actitud de West enfront de Déu, veient-se purificat de totes les energies negatives que en la primera part del projecte havien interferit amb la seva creença.
Mentre Ant Clemons canta sobre la purificació, Kanye resa i demana ajuda a Jesus, reafirmant que és ell el que el protegeix dels perills del món (“Jesus is our safe, our rock”). Aquesta cançó es diferencia amb els ideals del personatge en la primera part de l’àlbum, com també ho fa amb la mentalitat de soldat de “Selah”, l’egoïsme de “Closed on Sundays” i el materialisme d'“On God”.

#### “God Is”
En la primera part del projecte, les pregàries a Déu es veien enfrontades pels propis desigs interns i la fama de Kanye. En lloc de Kanye estar al servei de Déu, Déu estava al servei de Kanye. Malgrat això, el contrari es demostra en la vuitena peça del projecte. “God Is” actua com a una cançó tradicional de gòspel, on el Senyor és venerat i respectat, mentre que aquest fa que la batalla, tant la interna de Kanye com les externes de la societat, acabin: “Jesus ha guanyat la batalla” (“Jesus won the fight”).

#### “Hands On”
L’expressió “Hands On” o “laying hands on” ve del capítol 16:18 de la Bíblia (“Agafaran serps amb les seves mans, i si beuen algun verí mortal, no els farà pas mal; posaran les seves mans en els malalts, i aquests seran curats”), on s'associa amb resar pels malalts, tan mentals, físics o espirituals.
La cançó detalla la separació de l’artista del diable, metàfora dels seus antics pecats. West protesta com, al llarg del seu renaixement cristià, els que més l’han criticat han sigut els mateixos cristians, i ignora com pot ser que ells siguin els que han de curar (“put their hands on”) als malalts quan no han pogut respectar-lo a ell. (9) Malgrat això, l’artista admet les seves debilitats, que provenen del seu temps “treballant pel dimoni”, però demana perdó i redempció (“Don’t throw me up, lay your hands on me/Please, pray for me”). La cançó acaba amb el músic buscant fer comunitat a través del gòspel en lloc de barallar-se amb tothom com en el principi de l’àlbum, descobrint així la veritable força de Déu.

#### “Use This Gospel”
La penúltima peça del projecte compta amb versos dels artistes Pusha T i de No Malice, qui anteriorment havien estat coneguts com a Clipse, fins que el grup es va desfer en el 2014, anunciant que no tornarien a tocar junts. Però la unió dels dos artistes en aquesta cançó serveix per a demostrar la força de comunitat del gòspel i de la creença en Déu.
El vers de Pusha T acaba en un to de negativitat (“I’m just crooked as Vegas”), que utilitza en el següent vers No Malice per a parlar de resar pels que han perdut la seva creença al llarg del camí, metàfora de la dissolució i desentès entre els dos membres del grup Clipse (“A lot of damaged souls… Just hold on to your brother when his faith lost”). El tercer i últim vers és el de Kanye, que canta sobre utilitzar el gòspel com a protecció (“Your demons tremble, Holy angels defend you”).
Use This Gospel” és la dramatització del missatge d’esperança i comunitat de “Hands On” mitjançant els versos dels tres artistes i la reconciliació de dues ànimes a través de la música.
Després dels versos dels tres artistes, entra un solo de saxófon fet pel saxofonista americà Kenny G a la vegada que s’apaguen la resta d'instruments i les veus. El solo simbolitza el clímax de Jesus Is King, un clímax on es deixa enrere el conflicte i l’artista arriba en pau amb Déu.

#### “Jesus Is Lord”
La peça que tanca l’àlbum segueix la dinàmica del saxo de “Use This Gospel”, però aquesta vegada amb saxos, tubes, trombons i trompetes. Això reafirma l’anterior missatge de comunitat del projecte: tot el que un sol saxo pot aconseguir es veu multiplicat per tota l'orquestra, l’individu no és tan fort com la comunitat.
No obstant això, el que aquesta cançó busca transmetre és que la comunitat està formada per individus fent la seva part, fent referència al que canta el cor a “Every Hour”, on deien que necessiten a tots i cadascun de nosaltres (“We need you/We need you/Oh, we need you”). Això deixa clar el missatge final de l’àlbum, que Kanye ha expressat en entrevistes posteriors a la sortida d’aquest: necessitem tant a Déu com a cada individual que dona la seva veu al col·lectiu.

## Acollida
A conseqüència de la publicació del seu projecte Jesus Is King, Kanye West va rebre crítiques per part del públic cristià, les quals van lligades generalment amb el seu suport a Donald Trump i els seus comentaris respecte a l’esclavitud. Revistes cristianes, com la Premier Christianity Magazine, posen en dubte el paper de Déu en l’àlbum, afirmant que “qui veritablement es troba en el centre d’aquest projecte no és Déu; és ell mateix”.
Per altra banda, l’artista americà va obtenir un gran suport per part d’artistes de gòspel, qui deixen de banda les idees polítiques de Kanye, ja que consideren més important que un artista important com ell amb un gran pes a la indústria i la cultura doni veu a les tradicions del gòspel per parlar de Déu. Entre els artistes es troben Richard Smallwood i Dr. Ricky Dillard, entre altres.

## Crèdits
| Núm.            | Títol                                                  | Escriptor(s) | Productor(s)                                                              | Llargada |
| 1.              | "Every Hour" (amb Sunday Service Choir)                | - Kanye West - Benjamin Scholefield - Federico Vindver | - West - Budgie - Vindver                                                 | 1:52     |
| 2.              | "Selah"                                                | - West - Cydel Young - Dexter Raymond Mills Jr. - Vindver - Gene Thornton - Jahmal Gwin - Jeffrey LaValley - Rennard East - Terrence Thornton - Evan Mast - Matthew Leo - John Boyd - Adam Wright | - West - E*vax - BoogzDaBeast - Vindver - Benny Blanco - Francis Starlite | 2:45     |
| 3.              | "Follow God"                                           | - West - Gwin - Bryant Bell - Aaron Butts - Curtis Eubanks - Calvin Eubanks | - West - BoogzDaBeast - Xcelence                                          | 1:45     |
| 4.              | "Closed on Sunday"                                     | - West - Angel Lopez - Brian Miller - Vindver - Timothy Mosley - Chango Farías Gómez - G. Thornton - East - T. Thornton - Victory Elyse Boyd                                                      | - West - Lopez - Brian "AllDay" Miller - Vindver - Timbaland              | 2:32     |
| 5.              | "On God"                                               | - West - Gwin - Michael Cerda - Jordan Timothy Jenks - Vindver - Young - Dijon Isaiah McFarlane                                                                                                   | - West - BoogzDaBeast - Cerda - Pi'erre Bourne - Vindver                  | 2:16     |
| 6.              | "Everything We Need" (amb Ty Dolla Sign i Ant Clemons) | - West - Tyrone Griffin Jr. - Anthony Clemons - Michael Mulé - Isaac DeBoni - Ronald Spence Jr. - Gwin - Vindver - Mike Dean - Bradford Lewis - Young - Josh Berg - Gerard A. Powell              | - West - FNZ - Ronny J - BoogzDaBeast - Vindver - Dean                    | 1:56     |
| 7.              | "Water" (amb Ant Clemons)                              | - West - Clemons - Gwin - Lopez - Vindver - Mosley - Alexander Nelson Klein - Bruce Haack - V. Boyd                                                                                               | - West - BoogzDaBeast - Lopez - Vindver - Timbaland                       | 2:48     |
| 8.              | "God Is"                                               | - West - Warryn Campbell - Timothy Lee McKenzie - Lopez - Vindver - V. Boyd - Robert Fryson | - West - Campbell - Labrinth - Lopez - Vindver                            | 3:23     |
| 9.              | "Hands On" (amb Fred Hammond)                          | - West - Fred Hammond - Lopez - Vindver - Mosley - Butts | - West - Lopez - Vindver - Timbaland                                      | 3:23     |
| 10.             | "Use This Gospel" (amb Clipse i Kenny G)               | - West - G. Thornton - T. Thornton - Kenneth Bruce Gorelick - Lopez - Michael Suski - Vindver - Mosley - Gwin - Jenks - Derek Watkins - East - Leon                                               | - West - Lopez - DrtWrk - Vindver - Timbaland - BoogzDaBeast - Bourne     | 3:34     |
| 11.             | "Jesus Is Lord"                                        | - West - Lopez - Miller - Claude Léveillée - Vindver - Mosley | - West - Lopez - Miller - Vindver - Timbaland                             | 0:49     |
| Llargada total: | Llargada total:                                        | Llargada total: | Llargada total:                                                           | 27:04    |

Llista de cançons i crèdits d’acord amb Tidal i el BMI Repertoire.